# Sud-Aviation Lama
Аэроспасьяль SA 315B «Лама» (фр. Aérospatiale SA.315B Lama) — французский многоцелевой вертолёт.
Разработан в 1968 году французской фирмой Aérospatiale (теперь Eurocopter France) в соответствии с техническим требованиями ВВС Индии.
Опытный образец впервые поднялся в воздух 17 марта 1969 года. К 1996 году во Франции было произведено около 1450 вертолётов «Lama», которые были поставлены в 31 страну мира. Вертолёты строятся по лицензии в Индии (произведено более 330 единиц), Румынии (более 200) и Бразилии.
21 июня 1972 года на этом вертолёте был поставлен рекорд высоты для всех категорий вертолётов (пилот Жан Буле (фр. Jean Boulet)): он поднялся на 12 442 метров. Этот официально подтверждённый рекорд в истории вертолётостроения остаётся непобитым и поныне.
При установке этого рекорда, из-за низкой температуры (−63 °C) на высоте, двигатель заглох и больше не завёлся. Используя авторотацию, пилот смог безопасно посадить вертолёт на землю. Это самая длительная посадка с использованием авторотации в истории.

## Модификации
SA 315B Lamaразработан на основе конструкции Alouette II под требования индийских вооружённых сил для работы в условиях жаркого климата и высокогорья; турбовальный двигатель Turbomeca Astazou IIIB (870 л.с. / 650 кВт), дефорсированный до 550 л.с. / 410 кВт). Эта машина с 1972 года удерживает абсолютный рекорд высоты для всех типов вертолётов: 12 442 м.
HB 315B Gaviaoлицензионный выпуск SA 315B Lama в Бразилии.
HAL Cheetahлицензионный выпуск SA 315B Lama в Индии.
HAL LancerМодифицированный вооружённый боевой вариант. Композитная броня, закалённое стекло и прицельные приспособления. Вооружение включает два сбрасываемых контейнера, в каждом из которых находится один 12,7-мм пулемёт и до трёх 70-мм ракет.
HAL CheetalДвигатель Turbomeca TM333-2M2. Скорость увеличена до 210 км/ч, а радиус действия — до 560 км.

## Тактико-технические характеристики
Приведенные характеристики соответствуют модификации SA 315B.
Источник данных: Taylor, John W. R., 1975.

Технические характеристики
- Экипаж: 1 пилот
- Пассажировместимость: до 4 пассажиров или 2 носилок с сопровождающим
- Грузоподъёмность: 785 кг груза или 1000 кг груза на подвесе
- Длина: 12,92 м
- Диаметр несущего винта: 11,02 м
- Диаметр рулевого винта: 1,91 м
- Высота: 3,09 м
- Площадь, ометаемая несущим винтом: 95,38 м²
- Колея шасси: 2,38 м
- Масса пустого: 1014 кг
- Нормальная взлётная масса: 1950 кг
- Максимальная взлётная масса: 2300 кг
- Объём топливных баков: 575 л
- Силовая установка: 1 × турбовальный Turbomeca Artouste IIIB
- Мощность двигателей: 1 × 870 л.с. (1 × 649 кВт)
  - мощность уменьшена до 550 л.с. (410 кВт)

Лётные характеристики
- Максимальная скорость: 192 км/ч
- Практическая дальность: 515 км
- Практический потолок: 4000 м
- Статический потолок:  
  - с использованием эффекта земли: 3750 м
  - без использования эффекта земли: 2800 м
- Скороподъёмность: 4,2 м/с
- Нагрузка на диск: 20,4 кг/м²

## Операторы

### Военные

#### Современные
Афганистан
- ВВС Афганистана[7]

 Аргентина
- ВВС Аргентины[8]
- ВВС Сухопутных войск Аргентины[9]

 Индия
- Сухопутные войска Индии[8]

 Намибия
- ВВС Намибии[8]

 Пакистан
- Сухопутные войска Пакистана[8]

 Того
- ВВС Того[8]

 Эквадор
- Сухопутные войска Эквадора[8]

#### Исторические
Ангола
- ВВС Анголы[10]

 Аргентина
- Национальная жандармерия Аргентины[11]

 Боливия
- ВВС Боливии[12]

 Индия
- ВВС Индии[13]

 Марокко
- Королевская жандармерия Марокко[14]

 Непал
- Армия Непала[15]

 Перу
- Сухопутные войска Перу[16]

 Сальвадор
- ВВС Сальвадора[17]

 Чили
- Сухопутные войска Чили[18]

 Эквадор
- ВВС Эквадора[17]